# Aluniș, Arad
Aluniș (germană Traunau) este un sat în comuna Frumușeni din județul Arad, Banat, România.